# Un trésor de femme
Pour plus de détails, voir Fiche technique et Distribution.
Un trésor de femme est un film français réalisé par Jean Stelli, sorti en 1953.

## Fiche technique
- Titre : Un trésor de femme
- Réalisation : Jean Stelli
- Scénario : Jean Stelli et Marc-Gilbert Sauvajon
- Dialogues : Françoise Giroud
- Photographie : Jean Isnard
- Son : Lucien Lacharmoise
- Musique : René Sylviano
- Décors : Jacques Colombier
- Montage : Paul Cayatte, assistante Nicole Colombier
- Production : Les Films Sirius - Vega Films
- Pays d'origine :  France
- Format : - Noir et blanc - 1,37:1 - 35 mm - Son mono
- Genre : Comédie
- Durée : 85 minutes
- Date de sortie : 
  - France : 11 février 1953
- Affiche : Pierre Levé (France)

## Distribution
- Marie Daëms : Sophie Brunet
- François Périer : François Delaroche
- Renée Cosima : Isabelle Villier-Boulard
- Daniel Ceccaldi : Le docteur
- Betty Daussmond : La grand-mère
- Jacques Morel : Albert Brunet
- Georges Vitray : M. Villier-Boulard - le père d'Isabelle
- René Hell : Le gardien
- Jacques Denoël : Lucien
- François Joux : Un dîneur
- Jeanne Hardeyn
- Roger Bontemps